# Avadattur
Avadattur es una ciudad censal situada en el distrito de Salem en el estado de Tamil Nadu (India). Su población es de 9869 habitantes (2011). Se encuentra a 31 km de Salem y a 46 km de Erode.

## Demografía
Según el censo de 2011 la población de Avadattur era de 9869 habitantes, de los cuales 5209 eran hombres y 4660 eran mujeres. Avadattur tiene una tasa media de alfabetización del 63,32%, inferior a la media estatal del 80,09%: la alfabetización masculina es del 71,43%, y la alfabetización femenina del 54,26%.